# Stanislao Sanseverino
Stanislao Sanseverino (Nápoles, 13 de julho de 1764 - Forlì, 11 de maio de 1826) foi um cardeal italiano.

## Biografia
Nasceu em Nápoles em 13 de julho de 1764. Filho de Pietro Antonio Sanseverino, príncipe de Bisignano, e Aurélia Caracciolo, princesa de Torella. A família deu à igreja vários cardeais: Guglielmo Sanseverino (1378); Federico Sanseverino (1489); Antonio Sanseverino , OSIo.Hieros. (1527); e Lucio Sanseverino (1621).
Estudou na Pontifícia Academia dos Nobres Eclesiásticos, Roma, desde 1782.
Prelado papal, 1783. Regente da Chancelaria Apostólica. Referendário dos tribunais da Assinatura Apostólica da Justiça e da Graça, 14 de junho de 1787. Relator da Sagrada Consulta , 1789. Vice-legado na Romagna, de dezembro de 1789 a 3 de fevereiro de 1793. Clérigo da Câmara Apostólica, 30 de outubro de 1800. Presidente delle strade , 1807. Pró-governador de Roma, 12 de julho de 1815 até sua promoção ao cardinalato.
Ordenado (nenhuma informação encontrada).
Criado cardeal e reservado in pectore no consistório de 8 de março de 1816; publicado no consistório de 22 de julho de 1816; recebeu o chapéu vermelho em 25 de julho de 1816; e a diaconia de S. Maria in Portico Campitelli, 23 de setembro de 1816. Prorrogou a dispensa para receber as ordens sagradas, 5 de julho de 1817. Legado apostólico na cidade e província de Forlì, 11 de agosto de 1818. Participou do conclave de 1823, que elegeu o Papa Leão XII. Optou pela diaconia de S. Maria ad Martyres , em 21 de março de 1825. Concedeu nova prorrogação à dispensa para receber ordens sagradas, em 17 de junho de 1825.
Morreu em Forlì em 11 de maio de 1826. Exposto na catedral de Forlì, onde ocorreu o funeral, e enterrado na mesma catedral.